# Капанов, Адамбек Кадырбекович
Адамбек Кадырбекович Капанов (9 марта 1927 — 8 августа 2011) — советский и казахстанский архитектор, заслуженный архитектор Казахской ССР, почетный градостроитель Казахстана, лауреат Государственной премии СССР, почетного профессор КазГАСА, академик Международной Академии архитектуры, главный архитектор города Алма-Ата (1971—1983).

## Биография
Родился 9 марта 1927 года в Аксуатском районе Семипалатинской области Аксуатском районе Семипалатинской области.  
В 1944 году окончил школу , а в 1945 год году, как подающий большие надежды ученик был направлен по специальному распоряжению Управления по делам архитектуры Казахской ССР для поступления в Московский архитектурный институт. Из четырех абитуриентов, отправленных в Москву поступили только двое: Адамбек Капанов и Рустем Сейдалин.  
В 1951 году, по завершении обучения, они стали первыми казахстанцами, получившими высшее профессиональное архитектурное образование в МАРХИ. После окончания учебы в Москве работал в головном проектном институте «Казгорстройпроект» на должностях от рядового архитектора до руководителя мастерской. В 1955 году А. Капанов стал автором проекта входной группы в Центральный парк культуры и отдыха.  Арка главного входа в парк стала одним  из самых узнаваемых символов г. Алма-Аты 60-70 -х годов. 
В 1955 - 1966 году по проекту А. Капанова и А.Я. Коссова был построен, Центральный стадион на 30 000 мест, ставший первым стадионом в Казахстане такого масштаба. И в настоящее время Центральный стадион - одно из крупнейших спортивных сооружений страны. Является памятником архитектуры, базовым стадионом клуба «Кайрат» и сборной Казахстана по футболу. 
С 1967 по 1971 год А.К. Капанов –  директор ведущего Государственного проектного института «Алмаатагипрогор».
С 1971 года по 1983 год . — главный архитектор города Алма-Ата, начальник Главного архитектурно-планировочного управления Алма-Атинского горисполкома и председатель градостроительного совета. 
В этот период Казахстан показывал самые высокие темпы экономического роста, поэтому столица страны, город Алматы стал центром бурного градостроительного развития, интенсивной застройки и появления уникальных архитектурных решений.
Под руководством, согласованием и творческим участием А.К. Капанова в Алматы проектировались и были возведены: Высокогорный ледовый комплекс «Медео» (1973-1978), Дом дружбы с зарубежными странами (1970-1973), здание Цирка (1969-1972), комплекс лечебно-оздоровительных бань «Арасан» (1980-1982), здание Казахского драматического театра им. Ауэзова (1974-1980), Республиканский Дворец школьников (1979-1981), гостиница «Отрар» (1981), Окружной Дом офицеров, Музей изобразительных искусств им. А. Кастеева (1969-1976), Дом быта «Асем» (1973-1976), торговый крытый комплекс «Зеленый базар»,  здание Аэровокзала (1980),  дом Политического просвещения (1979-1982), Международный автовокзал «Сайран» (1983). Здание Центрального Государственного музея Казахстана (1982-1984), завершено строительство учебных корпусов Государственного Национального университета им. Аль-Фараби (1978-1982).
А.К. Капанов – лауреат Государственной премии СССР 1982 года за архитектуру комплекса зданий площади Республики в г. Алматы в составе авторского коллектива: А.К. Капанов, К.Ж. Монтахаев, М.П. Павлов, Р.А. Сейдалин,  Ю.Б. Туманян, К.К. Нурмаков, А. Г . Статенин, Н. Койшибаев.
С 2002 года, А.К. Капанов — Действительный член Международной академии архитектуры .  Автор ряда книг и научных трудов, в том числе и 2-томного издания «Алматы. Архитектура и градостроительство», а также казахско-русского терминологического словаря «Архитектура и строительство».

## Авторские проектные работы
- Арка главного входа Центрального парка культуры и отдыха им. Горького. Архитектор: А.К. Капанов (1955 г.).

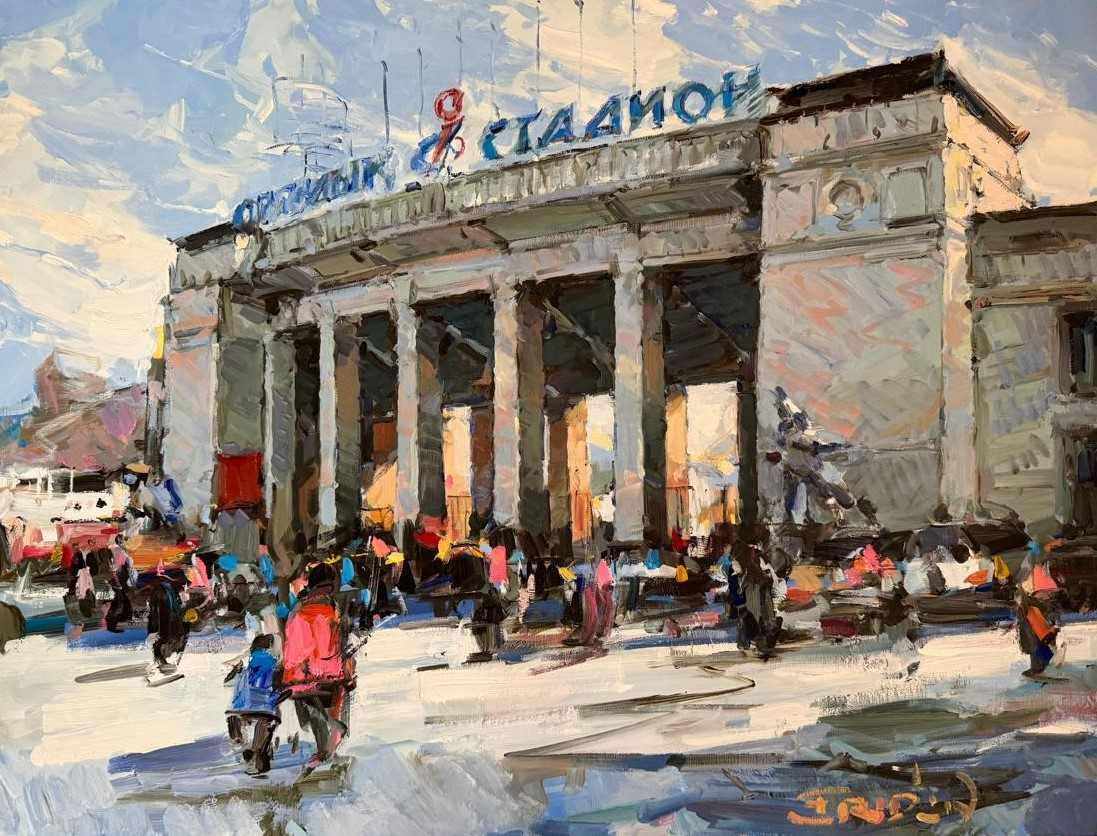
Центральный стадион Алматы. Архитекторы: А.К. Капанов, А.Я. Коссов

- Центральный стадион в городе Алматы на 30000 мест. Архитекторы: А.К. Капанов, А.Я. Коссов (1958 г.).
- Центральный закрытый плавательный бассейн в городе Алматы. Архитектор: А.К. Капанов (1955 г.).
- Комплекс зданий института физической культуры в городе Алматы. Архитектор:А.К. Капанов (1964 г.).Арка главного входа Центрального парка культуры и отдыха

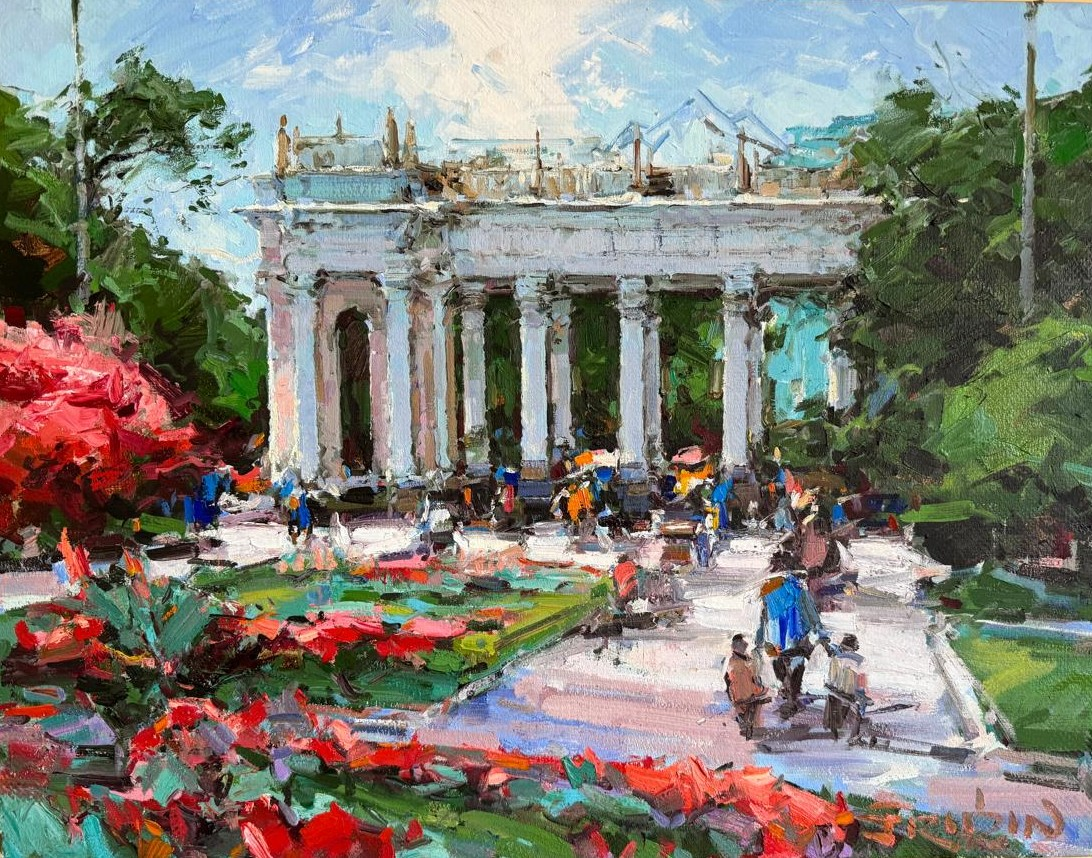
Арка главного входа Центрального парка культуры и отдыха

## Проектные работы в составе авторских коллективов
- Кинотеатр «Октябрь» в городе Алматы Архитекторы: Б.Н. Стесин, А.К. Капанов (1955 г.)
- Стадион «Динамо» в городе Алматы(1963 г.)
- Республиканский Дом общество в городе Алматы. (1965 г.)
- Алматинский музыкальный колледж им. П.И.Чайковского (1966 г.)
- Алматинское хореографическое училище им. А.В.Селезнева (1974 г.)
- Памятник-бюст Д. А. Кунаеву в городе Алматы. Скульптор: Т.С. Досмагамбетов. Архитекторы: А.К.Капанов, Ш.Е. Валиханов. (1978 г.)
- Здание ЦК Компартии Казахстана (ныне — Акимат города Алматы) Архитекторы: К.Ж. Монтахаев, А.К. Капанов. (1980 г.)
- Ансамбль застройки Площади Республики в г. Алматы (Государственная премия СССР 1982 г., в области архитектуры, совместно с К. Монтахаевым, Ю. Туманяном, Р. Сейдалиным, М. Павловым, К. Нурмаковым, А. Статениным, Н. Койшибаевым)
- Проект детальной планировки жилого района «Самал» в городе Алматы (1983 г.)
- Мемориал выдающихся деятелей Казахстана в городе Алматы. Памятник-бюст С. Сейфуллину. Скульптор: Т.С. Досмагамбетов. Архитекторы: А.К. Капанов, К.Ж. Монтахаев. (1987 г.)
- Генеральный план города Алматы до 1990 г. (1978 г.)
- Генеральный план города Алматы до 2010 г. (1989 г.)
- Генеральный план города Алматы до 2020 г. (2000 г.)

## Звания, награды, премии
- Орден «Трудового Красного Знамени» (1966 г.)
- Заслуженный архитектор Казахской ССР (1971 г.)
- Орден «Знак почета» (1971 г.)
- Государственная премия СССР (1982 г.)
- Звание Почетного профессора КазГАСА (1999 г.)
- Почетный градостроитель Казахстана (удостоверение № 1) (2004 г.)
- Медаль «За освоение целинных земель»
- Медаль «За доблестный труд»
- Медаль «Ветеран труда»
- Медаль «10 лет независимости Республики Казахстан»
- Лауреат Всемирной выставки «Интерарх-2003»
- Золотая медаль Союза архитекторов Республики Казахстан. (2001 г.)

## Память
Именем А. К. Капанова названа студенческая аудитория в Казахской головной академии строительства и архитектуры (КазГАСА) в г. Алматы, а самым одаренным выпускникам Института архитектуры и строительства им. Т. К. Басенова вручается ежегодная премия «Архитектурное призвание» имени А. К. Капанова.

## Изданные книги
- Капанов А. К. Архитектор. — Алматы, 2007. — 131 с.
- Капанов А. К., Баймагамбетов С. К. Алматы. Архитектура и градостроительство. В двух томах. На казахском, русском и английском языках. 2002. 351 с., 352 с.
- Капанов А. К. (автор-составитель) Первый профессор архитектуры Казахстана (воспоминания о М. М. Мендикулове).1999.
- Капанов А. К. Казахско-русский и русско-казахский терминологический словарь. Архитектура и строительство. 2000.
- Капанов А. К. Развитие застройки и реконструкции города Алматы. Монография. — Алматы. 2004. 362 с.
- Капанов А. К., Баймагамбетов С. К. Архитектура Казахстана (на казахском и русском языках) том 9. — Алматы, 2013. — 192 с.
- Капанов А. К., Баймагамбетов С. К. Архитектура Казахстана (на казахском и русском языках) том 10. — Алматы, 2013. — 190 с.

## Семья
Супруга — Капанова Алла Николаевна, дочь — Загидуллина Алия Адамбековна — доктор филологических наук, сын — Капанов Адам Адамбекович — писатель, кандидат биологических наук. Внуки: Артур, Ануар, внучка — Артис.